# Inoel Navarro
Inoel Navarro González (Hato Mayor del Rey, 28 de julio de 1987) es un futbolista dominicano, se desempeña en el terreno de juego como mediocampista ofensivo y delantero extremo, su actual equipo es el Club Atlético Pantoja de la Liga Dominicana de Fútbol.

## Trayectoria
- Club Atlético Pantoja  2009-2011
- Don Bosco FC  2011-Préstamo
- Bauger FC  2012-2013
- Club Atlético Pantoja  2014-2016
- Universidad O&M FC  2017-presente